# Montigny-en-Gohelle
Montigny-en-Gohelle är en kommun i departementet Pas-de-Calais i regionen Hauts-de-France i norra Frankrike. Kommunen ligger i kantonen Montigny-en-Gohelle som tillhör arrondissementet Lens. År 2022 hade Montigny-en-Gohelle 9 667 invånare.

## Befolkningsutveckling
Antalet invånare i kommunen Montigny-en-Gohelle
| Referens: INSEE |